# Artabotrys scytophyllus
Artabotrys scytophyllus (Diels) Cavaco & Keraudren – gatunek rośliny z rodziny flaszowcowatych (Annonaceae Juss.). Występuje endemicznie w Madagaskarze. 

## Morfologia
PokrójZimozielony krzew o pnących pędach. Dorasta do 10 m wysokości.
LiścieMają eliptyczny kształt. Mierzą 5 cm długości oraz 1,5 cm szerokości. Są skórzaste, omszone od spodu. Nasada liścia jest klinowa. Wierzchołek jest od tępego do spiczastego. Ogonek liściowy jest nagi i dorasta do 1 mm długości.
KwiatyZebrane po 3 w wierzchotkach. Rozwijają się w kątach pędów. Działki kielicha mają trójkątny kształt i dorastają do 2 mm długości. Płatki mają podłużnie owalny kształt, są owłosione, osiągają do 10 mm długości. Kwiaty mają 5 podłużnych słupków.
OwoceTworzą owoc zbiorowy. Mają elipsoidalny kształt.

## Biologia i ekologia
Rośnie w lasach oraz suchych zaroślach, na piaszczystym podłożu. Kwitnie od maja do sierpnia, natomiast owoce pojawiają się od maja do grudnia.